# Einspieler (Rundfunk)
Als Einspieler bezeichnet man einen bereits fertigen, thematisch abgeschlossenen Beitrag (z. B. Trailer) in einer Fernseh- oder Hörfunksendung, der in eine aktuelle Produktion übernommen wird.
Einspieler können eine Einführung zum Thema sein oder einen neuen Aspekt beleuchten, gegebenenfalls auch unerwünschte Beiträge unterbrechen (siehe Marina Owsjannikowa). In Talksendungen können Einspieler die Aussagen der Talkgäste be- oder widerlegen oder widersprüchliche Angaben entlarven.